# Dancing Queen (альбом)
Dancing Queen (с англ. — «Королева танца») — двадцать седьмой студийный альбом американской певицы Шер. Выпуск пластинки состоялся 28 сентября 2018 года на лейбле Warner Bros.. Это первый альбом исполнительницы за последние пять лет, который представляет собой кавер-версии песен известной шведской группы ABBA. Название альбома также отсылка к хиту группы — песне «Dancing Queen». Также обложка альбома изображает «двух» Шер в знаменитой позе участниц ABBA.
Идея записать альбом каверов появилась у Шер после съемок в фильме «Mamma Mia! 2», который основан на песнях легендарной группы. В фильм вошли две песни в её исполнении: «Fernando» и «Super Trouper».
9 августа состоялась премьера первого сингла «Gimme! Gimme! Gimme! (A Man After Midnight)». Также было объявлено, что артистка отправляется в турне Here We Go Again Tour, которое стартовало в Новой Зеландии 21 декабря 2018 года.

## Коммерческий приём
В США альбом дебютировал под номером три в чарте Billboard 200, в первую неделю продажи составили 153 000 экземпляров, что стало лучшим показателем Шер. Также это второй лучший результат для певицы в данном чарте, для предыдущего альбома пиком тоже осталась третья строчка. Также примечательно, что 150 000 проданных копий альбома оказались чистыми, без учета стриминга, это лучший результат в 2018 году.
В Великобритании альбом стартовал на второй строчке, это лучший результат Шер с 1992 года, когда её сборник Greatest Hits: 1965–1992 смог добраться до первого места. В Ирландии альбом впервые за двадцать лет попал в первую десятку. В альбомном чарте Австралии пластинка достигла второго места.

## Список композиций
| №                   | Название                                      | Автор(ы)                                    | Длительность |
| ------------------- | --------------------------------------------- | ------------------------------------------- | ------------ |
| 1.                  | «Dancing Queen»                               | Benny Andersson Björn Ulvaeus Stig Anderson | 3:42         |
| 2.                  | «Gimme! Gimme! Gimme! (A Man After Midnight)» | Andersson Ulvaeus                           | 4:11         |
| 3.                  | «The Name of the Game»                        | Andersson Ulvaeus Anderson                  | 4:48         |
| 4.                  | «SOS»                                         | Andersson Ulvaeus Anderson                  | 3:22         |
| 5.                  | «Waterloo»                                    | Andersson Ulvaeus Anderson                  | 2:52         |
| 6.                  | «Mamma Mia»                                   | Andersson Ulvaeus Anderson                  | 3:34         |
| 7.                  | «Chiquitita»                                  | Andersson Ulvaeus                           | 5:14         |
| 8.                  | «Fernando»                                    | Andersson Ulvaeus Anderson                  | 3:57         |
| 9.                  | «The Winner Takes It All»                     | Andersson Ulvaeus                           | 4:32         |
| 10.                 | «One of Us»                                   | Andersson Ulvaeus                           | 3:53         |
| Общая длительность: | Общая длительность:                           | Общая длительность:                         | 40:05        |

## Чарты

### Еженедельные чарты
| Чарт (2018)                       | Пиковая позиция |
| --------------------------------- | --------------- |
| Австралия (ARIA)                  | 2               |
| Австрия (Ö3 Austria)              | 4               |
| Бельгия/Фландрия (Ultratop)       | 7               |
| Бельгия/Валлония (Ultratop)       | 19              |
| Канада (Canadian Albums Chart)    | 2               |
| Хорватия (HDU)                    | 6               |
| Чехия (ČNS IFPI)                  | 10              |
| Дания (Hitlisten)                 | 36              |
| Нидерланды (Album Top 100)        | 18              |
| Франция (SNEP)                    | 70              |
| Германия (Offizielle Top 100)     | 5               |
| Греция (IFPI)                     | 21              |
| Венгрия (MAHASZ)                  | 5               |
| Ирландия (IRMA)                   | 10              |
| Италия (Classifica album)         | 8               |
| Япония (Oricon)                   | 257             |
| Новая Зеландия (RMNZ)             | 2               |
| Польша (ZPAV)                     | 41              |
| Португалия (AFP)                  | 9               |
| Шотландия (Scottish Albums Chart) | 2               |
| Словакия (ČNS IFPI)               | 13              |
| ЮАР (RiSA)                        | 7               |
| Испания (PROMUSICAE)              | 2               |
| Швеция (Sverigetopplistan)        | 7               |
| Швейцария (Schweizer Hitparade)   | 6               |
| Великобритания (UK Albums Chart)  | 2               |
| США (Billboard 200)               | 3               |
| США (Billboard Top Album Sales)   | 1               |

### Годовые чарты
| Чарт (2018)          | Позиция |
| -------------------- | ------- |
| Венгрия (MAHASZ)     | 61      |
| Великобритания (OCC) | 91      |
| США (Billboard 200)  | 193     |